# Faristodiplosis stratiosa
Faristodiplosis stratiosa är en tvåvingeart som beskrevs av Fedotova 2006. Faristodiplosis stratiosa ingår i släktet Faristodiplosis och familjen gallmyggor. Inga underarter finns listade i Catalogue of Life.